# 庫尼諾角
庫尼諾角（英語：Kunino Point）是南極洲的海岬，位於葛拉漢地的布拉戈耶夫格勒半島，處於科申角以東10.25公里和佛恩角以西8.9公里，長2.4公里、寬2公里，該半島以保加利亞西北部的鄉鎮命名。

## 外部連結

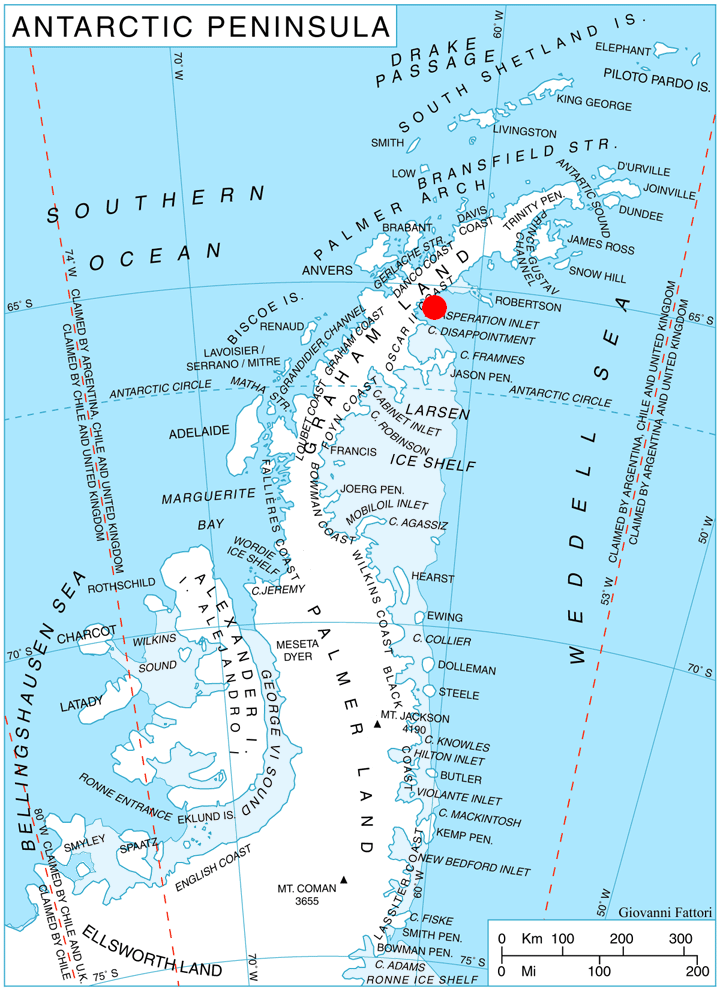

- Kunino Point. （页面存档备份，存于） SCAR Composite Antarctic Gazetteer.

65°14′41″S 61°47′36″W / 65.24472°S 61.79333°W